# Diaporáma
A diaporáma (diaporama, slideshow) az audiovizuális kifejezési eszközök egyike. Csak rá jellemző sajátosságai – mint minden művészi kifejezésre alkalmas eszköz esetében – a megformálandó matériából és az erre szolgáló technikából, illetve a 20. század hatvanas éveinek közepére tehető bizonyos konvenciókból következnek.
A diaporáma megformálandó anyaga alapvetően virtuális: vetített kép, illetve ezek egymásra vetített, pontosabban egymásba úszó folyama. A képi látvány változása a hanggal – minimálisan érzelmileg, de igényesebb művek esetében a dramaturgia követelményeivel – is szoros összefüggésben van.

## A diaporáma előzményei és kialakulásának rövid története
A törekvés, kivetített képekkel illuzórikus hatást kelteni a közönség szórakoztatására, a 17. századig visszavezethető. A diaporáma ősének tekinthető a laterna magica, ahol festett üvegképeket vetítettek ki, és a vetítő berendezés fényforrása még lámpás volt. 1840 tájáról már fennmaradtak feljegyzések képátúsztató eszköz alkalmazásáról. A 19. század végén megjelent a transzparens film nyersanyag, és a filmtechnológia kifejlődését követően, már az első világháború előtt elérhetővé vált a Leica formátumú, perforált szélű pozitív nyersanyag fotográfusok számára. A képátúsztatással történő vetítést a második világháború után a Kodak hozta divatba nyersanyagai propagálása céljából, legelőször Franciaországban, és 1957-ben már fesztivált is rendeztek a hangosított fotómontázsok számára.
Hosszúnak találván a „montage photographique sonorisé” kifejezést, 1958-ban a Fédération Nationale des Sociétés Photographiques France, vagyis a Francia Nemzeti Fotográfiai Társaság elnöke javasolta, hogy használják ezentúl a diapositiv és a panorama szavak összevonása által kínálkozó diaporama kifejezést. Innentől kezdve Franciaországban gomba módra szaporodtak a diaporáma klubok. A francia Simda gyár 1961-ben bemutatta az első szériában gyártott képátúsztató berendezést. 1965-ben indult a Kodak Carousel diavetítő gép karrierje, és a hatvanas évektől az amatőrök számára is elérhető áron, jó minőségű hangfelvételt biztosító magnetofonok kerültek piacra. A hatvanas évek végén a párizsi Kodak cég Magyarországra is elhozta több, kézzel vezérelt diaporáma showját, a magyarországi fotográfusok ennek nyomán kaptak kedvet tömegesen diaporámák készítésére.
Diaporámák összeállítására kezdetektől motivációval szolgált az az igény, hogy az amatőr fotósok nagyobb nyilvánosság előtt, kellemes és folyamatos látványmenetben mutathassák be felvételeiket. E kifejezési forma művelői később felfedezték az átúsztatásban és a képnek a hanggal való összefüggésében rejlő bonyolultabb lehetőségeket.

## A diaporáma technikája
A klasszikusnak mondható formához két diavetítőgép szükséges. Ez a szám később – a lejátszás automatizálásának köszönhetően, a mű specifikus esztétikai és dramaturgiai sajátosságainak megtartása mellett – 3-ra, 4-re, sőt, elvileg akárhányra változott.
Mindaddig, amíg a vetítők 
1. ugyanarra a helyre, tehát egymásra vetítik képeiket,
2. a látvány változása a képátúsztatás elve szerint történik,
3. a kép és a hang között kompozíciós (érzelmi és formai) összefüggés van,

diaporámáról beszélhetünk.

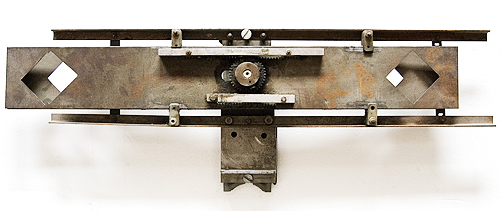
Manuális átúsztató berendezés 1968-ból

 A diaporáma létrehozásának technikája alapvetően azonos volt a műsorok bemutató technikájával.
A múlt század hatvanas és hetvenes éveiben a diaporáma manuális működtetésű volt, speciális eszköze a képátúsztató mechanika. A vetítőgépek lencséi előtt mozgatható – itt nyíló, amott meg éppen csukódó – lamellák voltak elhelyezve, melyeket egyetlen közös karral a vetítő személy mozgatott, tetszés szerinti sebességgel. A kar szabad ide-oda mozgatása során a kivetített képek a legkülönfélébb tempóban és irányban keveredtek, mígnem valamelyik diakép végleg felváltotta a másikat (hogy az így felszabadult vetítőgéppel léptetni lehessen a következő diára.)
A művet bemutató személy, aki általában maga a szerző volt, a hangszalagon rögzített kompozíció ismeretében bonyolította a vetítést, s gyakorta a zene kiváltotta pillanatnyi hangulat szerint változtatott a látvány megjelenésén.
A diaporáma művek bemutató technikája az idők során jelentős fejlődésen esett át. A képátúsztató mechanikát először felváltotta a vetítőizzók elektronikus vezérlése (ez szebb, vignyettálásmentes, egyenletesebb fényfelületű, bár kissé késedelmesen reagáló képátmenetet produkált), majd piacra kerültek a hangszalag egyik sávjára vezérlőjelet rögzítő és azt visszaolvasni képes programozó berendezések. Hamarosan megjelentek a számítógépes programozható szoftverek is, emiatt eltűnt ugyan a kezdeti, érzékletesnek mondható bemutatási stílus, viszont könnyen javíthatóvá vált a hangszalagon rögzíthető program.
A kódolás tekintetében szerte a világban nagyon eltérő műszaki megoldások születtek. Bár az automatizálás megkönnyítette, ugyanakkor az egymással vetélkedő vezérlő megoldások eltérő volta meg is nehezítette az alkotók nemzetközi együttműködését, az egységes programozó és vetítő szabvány elterjedését.
A diaporámával párhuzamosan fejlődtek ki, de értelemszerűen más összefoglaló elnevezést kaptak a tetszőleges formátumú felületen, egymás mellett, több képmezőben megjelenő képekből álló, bár ugyancsak átúszással vetített, de összhatásukban mozaikszerű és más formai jegyeket mutató vetítettképes látványosságok. Ezek hagyományos neve multivízió. Ez irányban a hetvenes és nyolcvanas évek során jelentős fejlesztések folytak, melyek mögött kezdetben a Kodak állt, az amerikában honos Ektagraphic és a világon valaha is legnépszerűbbnek mondható Kodak Carousel vetítőgépek know-how-jának birtokában. A világ nagy kiállítási seregszemléin és fontos PR rendezvényein, egészen a nyolcvanas évek végéig a multivízió technikai lehetőségei határozták meg a professzionális fotó-audiovizuális trendet.
Az egyképmezős diaporáma alapvetően a fotóamatőrök kifejezési eszköze maradt, bár a multivízió technikai lehetőségeiből az amatőr alkotók is többet használatba vettek, mindenekelőtt a felvételek további nagy pontosságú feldolgozására szolgáló duplikációs (másoló) eszközöket és a vetítés automatizálását biztosító programozást.

## A diaporáma mint kifejezési nyelv specifikus vonásai
A diaporámaművek készítésének meghatározó követelményeit 1963-ban, a comói diaporámafesztivál kapcsán deklarálták. A diaporáma – e deklaráció szerint – nemcsak hanggal kísért képsor, hanem tudatosan komponált, dramatikai sajátosságokat mutató, mondanivalót kifejező alkotás. A deklaráció értelmében igyekeztek megkülönböztetni a diaporámákat az úgynevezett hangosított képsoroktól.
A diaporáma legfontosabb kompozíciós összetevője – Végvári Lajos művészettörténész terminus technicuszával élve – az úgynevezett minősített idő: a befogadás időben való kibomlásának irányított volta, mely az alkotó mondanivalójának szolgálatában áll. E tekintetben a diaporáma közelebb áll a zenéhez, mint a filmhez.
A mű szerkezete a hang, pontosabban a hangkompozíció felépítése által rögzül. A hang a mű befogadásakor dominánsan az érzelmi csatornát uralja. 
A befogadás értelmi síkján a diaporáma mű állóképekkel keltett audiovizuális történés, mely a diapozitívek egyenként mást ábrázoló és formailag is másképp felépített tartalmai okán a filmi látványtól jelentősen eltér: egyfajta elvont, helyenként absztraktnak is mondható összhatást kelt.
Azontúl, hogy minden egyes diapozitív mást ábrázol, és a nézőnek újra és újra be kell azonosítania, mit lát, a képek a diaporámákban meghatározó jelentőségű képátúsztatás során egymásba is keverednek. A fények, színek, formák és tárgyi alakzatok összekeveredési folyamata nemcsak különféle sebességű lehet, de iránya is csapongva váltakozhat, egyfajta koreografikus mozgás hatását keltve.
Mivel a vetítővásznon megjelenő történés konvencionális értelemben valótlan, a képi és hangi változások szabad asszociációkra sarkallják a néző képzeletét. Egy igényesebb diaporámaalkotás befogadása - ennek nehézsége tekintetében - úgy viszonylik a filmhez, mint mondjuk a versé a prózához.
A diaporámaművek észszerű hossza, mivel befogadásuk a fentiek okán erős koncentrációt követel, viszonylag rövid. A diaporámafesztiválok szervezői – tapasztalati megfontolások után – a bemutatható művek hosszát általában maximum 12 percben határozták meg, de volt, ahol ennél is szigorúbb korlátokat szabtak.
A klasszikus diaporámamű bemutatása moziszerű körülményeket igényelt. Nemcsak a vetítőgépeknek a mai projektorokhoz képest gyenge fényteljesítménye miatt, hanem azért is, mert a dramaturgiailag céltudatosan felépített diaporámaműnek pontosan megtervezett kezdete és végkifejlete volt.

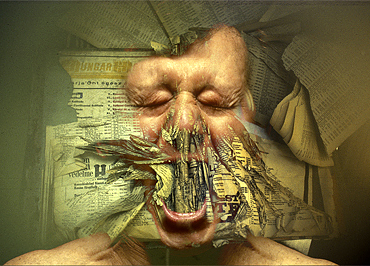
Harmadikkép-hatás. Számítógépes rekonstrukció

Az igényesebb diaporámák egyik legfontosabb sajátja – a képátúsztatások esztétikai céltudatossága mellett – az úgynevezett harmadik kép volt, amikor a képátúszás folyamata – hozzávetőlegesen annak félútján – az összetalálkozó képek gondolati vagy esztétikai formaértékű tartalmait különös, meglepő összhatásban egyesítette. Gyakorlatlan szem számára e hatás külön-külön sem az „A” kép, sem a „B” kép láttán nem volt elképzelhető.
A hetvenes évektől különféle diaporáma-stílusok alakultak ki, főként Európában. Míg a franciák előszeretettel szövegeltek audiovizuális mondandójuk célba juttatásának garanciájaként, a magyarok főként látvány és hang (zene) attraktív összefüggéseire helyezték a hangsúlyt. A világ számos jelentős díjjal honorálta a diaporáma specifikumaira alapozó magyar törekvéseket.
A diaporáma vizuális megjelenése önmagában is esztétikai sajátságokkal bír, de legalább ilyen fontos a hang és a kép egymásra hatása, az az élmény, mintha a kép a hangbeli történések hatására változna meg és fordítva. Kezdetben a hangkompozíció a legtöbb esetben valamilyen választott zene volt, az igazi cél pedig, ami e kifejezési formát sokak számára még ma is népszerűvé teszi, hogy a szerző minél több képét tudja a nézőknek megmutatni.

## Digitális diaporáma
A diavetítő gépek használata a digitális korszaknak, a projektorok elterjedésének köszönhetően fokozatosan kiment a divatból. Diaporámát digitális eszközökkel is lehet alkotni, sőt, a számítógépes eszközök jelentősen megnövelték az állóképekkel történő képi kifejezés lehetőségeit, hiszen ma a fotókból alkotható látványfolyamok formai összefüggései pontosabban és könnyebben megtervezhetők, mint hajdan, és mindez technikailag egyszerűbben és tisztábban kivitelezhető. A digitális eszközök által kiküszöbölhetők lettek az egymásra vetítés technikai ellentmondásai is (mindenekelőtt a diavetítőkkel vetített képek trapéz torzulására kell gondolni, lévén, hogy a két vetítőgép, éppen egymás miatt, nem állhatott a vetítősík tengelyében.)
A vizuális látványfolyamok komponálására, fotográfiák animálására ma virtuálisan szerteágazóbb lehetőségek kínálkoznak, mint a hatvanas-hetvenes években. Ez indokolja, hogy a digitális eszközökkel alkotók új audiovizuális sajátosságok után kutassanak, és ennek megfelelően megpróbálják műveiket új névvel nevezni. Ez észszerű, hiszen így a diaporáma történeti elnevezés marad az audiovizuális törekvések szélesedő szegmensében. A kísérleti elnevezések néha ügyetlenek, a digiporáma például kifejezetten képzavar, kigondolója nem járt utána a diaporáma elnevezés etimológiájának. Gyakran mondanak az ezredforduló óta digirámát, és ez különösen jogos olyan művek esetében, ahol a képek és szerkezeti motívumaik forognak, zsugorodnak, és ilyen értelemben elveszítik egymással a klasszikus diaporámában alapkövetelménynek számító, teljes képfelületre érvényes (fény-)fizikai kontaktust.
Ha számítógépes manipulációink közben betartjuk is a diaporáma klasszikus formanyelvi kötelmeit, bizonyos esztétikai sajátosságok a számítógépen visszavonhatatlanul mássá lesznek, jelesen: a vetítőgépek fényeinek összeadódásakor megjelenő, erőteljesen additív – helyenként a 100 százalékos fényerőt jóval meghaladó – harmadik-kép hatás. „B” kép rávetülését a már szemünk előtt álló „A” képre a monitorok és kivetítők nem tudják a diavetítő gépekhez hasonlóan a fényerő növekedésével megjeleníteni, mivel a képeknek a monitor fényerejének 100 százalékán kell osztozniuk. Eltűnt – valójában már a nyolcvanas években, az automatizálással eltűnt – az érzéki megformálás, kép és kép, kép és hang spontán, invencióban gazdag összjátéka is.
Bár a fotó alapú audiovizuális műveknél a kiváló képminőség elsődleges követelmény volt, és értelemszerűen az lenne ma is, a diaporámával újabban foglalkozók igényeinek megfelelően, a számítógépen létrehozott művek a lejátszáshoz szükséges exe fájlformátum mellett DVD formátumban is exportálhatók. Itt a tömörítés kedvezőtlenül hat a képminőségre, bár igaz, a HD Video formátum rohamos előretörésével e szempontjából is fejlődés várható.  
Digitális diaporáma létrehozásához több, némileg eltérő lehetőségekre hangsúlyt fektető szoftver is kínálkozik. A formanyelvben rejlő valamennyi klasszikus és újszerű lehetőségnek kedvező, az építőelemek minden sajátosságát árnyaltan paraméterezni engedő szoftverek között pillanatnyilag a Wings Platinum áll az élen.